# Crioceris paracenthesis
Crioceris paracenthesis es un coleóptero de la familia Chrysomelidae. Fue descrita científicamente en 1767 por Carlos Linneo.